# Protectorat de Bohèmia i Moràvia
El Protectorat de Bohèmia i Moràvia (en alemany Reichsprotektorat Böhmen und Mähren, en txec Protektorát Čechy a Morava) fou un protectorat ètnic (de fet, un estat titella) del Tercer Reich en la part de l'actual República Txeca que no fou incorporada directament a Alemanya. Fou establert el 15 de març del 1939, quan els nazis envaïren el territori, i acabà el 9 de maig del 1945, quan les tropes alemanyes capitularen i acabà la Segona Guerra Mundial.

## Govern

### President
- Emil Hácha, 15 de març de 1939 - 4 de maig de 1945

### "Reichsprotektoren"
- Johannes von Blaskowitz, 15 de març de 1939 - 21 de març de 1939
- Konstantin Freiherr von Neurath, 21 de març de 1939 - 24 d'agost de 1943
- Reinhard Heydrich, 29 de setembre de 1941 - 4 de juny de 1942
- Kurt Daluege, 5 de juny de 1942 - 24 d'agost de 1943
- Wilhelm Frick, 24 d'agost de 1943 - 4 de maig de 1945

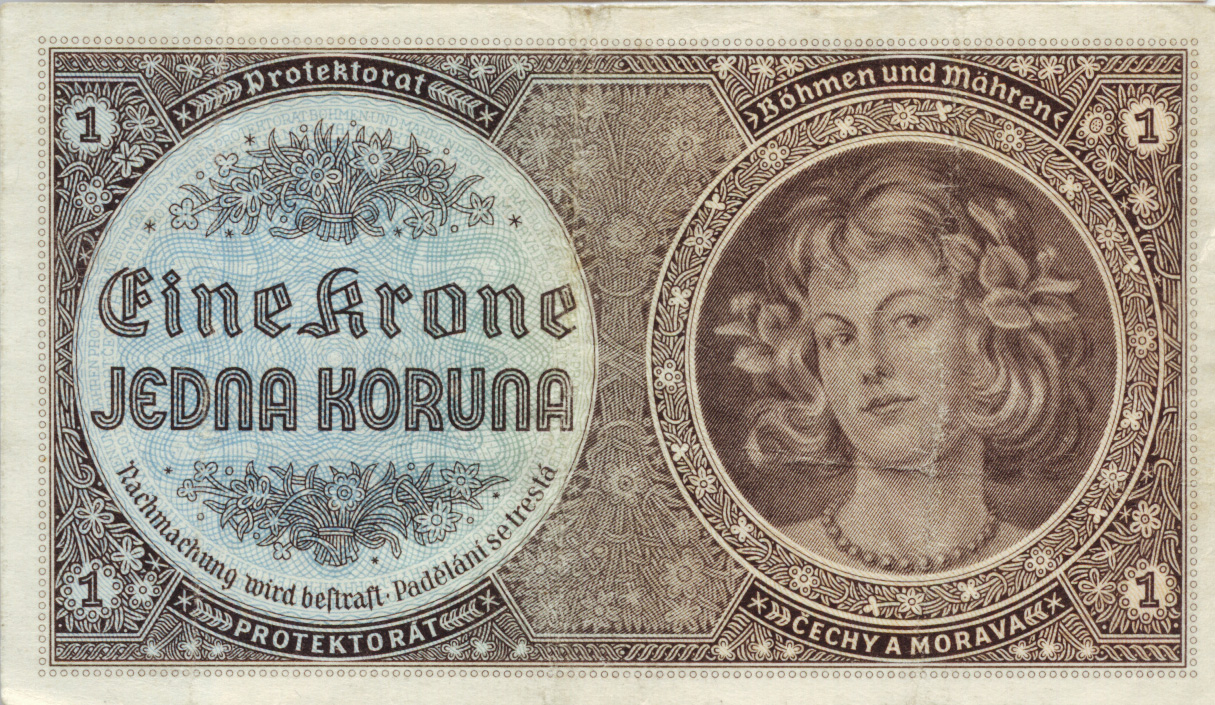
Bitllet d'1 corona de Bohèmia i Moràvia

### Primers ministres
- Rudolf Beran, 15 de març de 1939 - 27 d'abril de 1939
- Alois Eliáš, 27 d'abril de 1939 - 29 de setembre de 1941
- Jaroslav Krejčí, 19 de gener de 1942 - 19 de gener de 1945
- Richard Bienert, 19 de gener de 1945 - 5 de maig de 1945

## Història

### Constitució del protectorat
Malgrat les garanties donades als aliats per la Conferència de Múnic, el 15 de març del 1939 els nazis van ocupar Bohèmia i Moràvia. Alhora, el districte de Teschen fou retornat a Polònia (juntament amb 133.000 txecs), i el 40% del seu potencial industrial li fou amputat. El territori fou anomenat Protectorat de Bohèmia i Moràvia, territori mil·lenari de la raça germànica. El primer Protector fou l'alemany Konstantin Von Neurath, el sudet Karl Hermann Frank, cap de la Gestapo, i Konrad Henlein, gauleiter dels alemanys de la República Txeca. A cada província hi establiren un Oberlandrat.

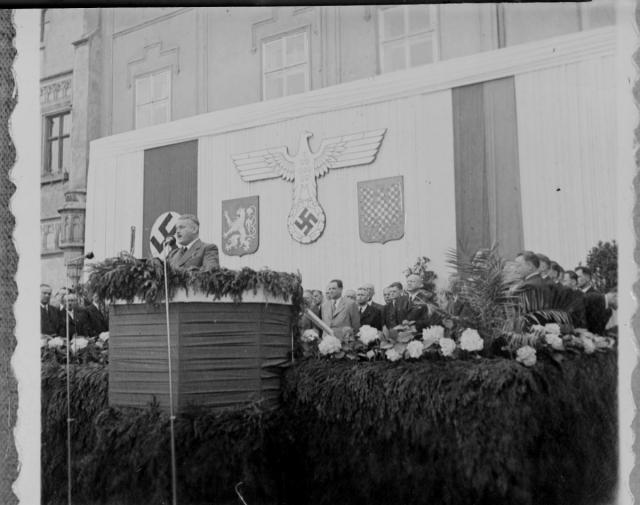
El ministre president Jaroslav Krejčí el 1942 parlant al Tábor

Intentaren cercar col·laboracionistes, però Eduard Beneš, Syrovy i Rudolf Beran dimitiren i marxaren a l'exili. Emil Hácha (1872-1945), ancià magistrat feble i inhàbil, es va avenir a presidir un govern autònom indígena amb un partit únic oficial, el Narodni Sourucentvi (Moviment Nacional Solidarista), l'únic oficial. El general Alois Elias (1890-1942) fou nomenat primer ministre el 27 d'abril del 1939, Jaroslav Krejcí (1892-1956) ministre de Justícia, l'agrari Rudolf Beran obtingué càrrec i el germanòfil František Chvalkovsky (1875-1944) obté la cartera d'afers exteriors. Pel maig del 1939 celebraren eleccions, on el NS, únic partit que es podia presentar, obtingué el 99% dels vots.
El primer que van fer fou prohibir el Partit Comunista i fondre en una Narodni Unie tots els partits llevat el Social Demòcrata, que s'anomenarà Partit Nacional del Treball. L'11 de juliol del 1939 l'alemany i el txec foren declarats cooficials, es tancaren els instituts i es germanitzaren les escoles. Tanmateix, el 15 de novembre del 1939 es produïren aldarulls en la manifestació per la mort de l'estudiant Jan Opletal, assassinat pels nazis per dur un braçalet txec en la diada de Jan Hus. La revolta fou molt durament reprimida, les universitats tancades, i molts estudiants duts al camp de concentració de Buchenwald.
Quan als feixistes locals, el Narodní Obec Fašisticka (Comunitat Nacional Feixista, NOF), es va unir el 1938 a la Narodni Unie, però mantingué la seva autonomia. Quan els nazis els invadiren, Radola Gadja s'oferí Hermann Goering per formar govern, però aquest el rebutjà perquè era un nacionalista txec. Des del maig, quan es produïren els avalots a Brno i Prajka provocats per Vlajka i el minúscul Acció per la Restauració Nacional, fou obligat a retirar-se de la vida pública el febrer del 1941. Quan als Vlajka, quan fou incorporat amb el NOF a la NS, provocaren aldarulls demanant una Czestapo, nazificar l'economia i els llaços de govern. El 1939 aquest grup tenia 13.000 membres i un cos paramilitar, la Guàrdia Svatopulk, dels quals el gener del 1940 en perdria el control, però va incorporar el partit minúscul Narodni Arijska Kultural Jednota (Unió Cultural Nacional Ària).

### Política d'extermini
Però ben aviat els nazis van deixar ben clar que el que realment volien era exterminar i assimilar els txecs. Entre el 1939 i el 1941 uns 200.000 txecs foren deportats a Alemanya com a mà d'obra esclava, alhora que intentaven guanyar-se els obrers en atacar els intel·lectuals i estudiants, i durant l'ocupació uns 25.000 txecs foren executats sumàriament, mentre que uns 13.000 més foren arrestats i enviats a camps de treball.
El 15 d'octubre del 1940 Adolf Hitler decidí l'extermini i dispersió del poble txec, igual que la dels jueus del país, que gairebé foren exterminats. Pel setembre del 1941 von Neurath fou substituït per Reinhard Heydrich, qui estableix l'estat d'emergència i els tribunals especials en una revolta: 394 resistents foren executats, entre ells els escriptors Vladislav Vančura (el 1942) i Julius Fučik (el 1943), aquest darrer autor de l'assaig Reportatge escrit sobre la potència; i 1.134 més foren fets personers per la Gestapo, entre ells l'alcalde de Praga pel NSSC, Peter Zenkl (1884-1975), qui fou enviat a Buchenwald. El general Elias fou executat per "traïdor", el colonel Emanuel Moravec (1893-1945) fou nomenat ministre d'educació, i Krejcí, més lleial, nomenat primer ministre el 19 de gener del 1942.
Malgrat la forta repressió, la resistència interna coordinaria la creació a començaments del 1940 de l'UVOD (Comité Central de la Resistència Interior), que es posaria en contacte amb el govern txec a l'exili. Per altra banda, el 14 de juliol del 1940, Beneš organitzà a Londres el Comité Nacional Txec-Eslovac, nomenant l'eslovac Osusky com a ministre d'estat, al socialista Zdenek Fierlinger ambaixador a l'URSS i Mossén Jan Sramek (1870-1956) com a primer ministre, i Jan Masaryk, fill de Thomas, ministre d'afers exteriors. Endemés, des de juny del 1941 i des de Moscou, els dirigents comunistes Klement Gottwald, Sverma i Slansky, encoratgen la revolta dels comunistes de l'interior, com Antonin Novotny, Dolanský, Josef Smrkovsky i Antonin Zapotocky. A l'interior es formaren alguns grups resistents com els PU (Centre Polític), ON (Defensa de la Nació) i PPV (Nosaltres Restem Fidels). Alguns foren executats i d'altres deportats o tancats en camps, com Václav Nosek i l'eslovac Vladimir Clementis. Un altre exiliat, Arthur London, exbrigadista de la Guerra Civil espanyola, es va unir als resistents francesos.
El feixista Jan Rys-Roszevač va intentar constituir el maig del 1940 una Česka Pracovni Fronta, per tal d'agrupar tots els feixistes, i el 8 d'agost del 1940 uns 300 militants de la Guàrdia Svatopulk van atacar la seu del govern per exigir-ne la dimissió. Com a resultat, Jan Rys fou detingut i el seu grup clausurat. I com que va intentar contactar amb la resistència, el 17 de desembre del 1941 fou enviat al camp de concentració de Dachau. El grup Vlajka serà dissolt oficialment el juny del 1943. El 12 d'octubre del 1941 foren prohibits i destruïts els sokols.
Pel maig del 1942 els nazis hi aplicaren la Llei Marcial, per la qual uns 2.200 patriotes foren condemnats a mort, i l'arquebisbe de Praga, Josef Beran, enviat al camps de Terežin i Dachau. El 27 de maig del 1942 els resistents Jan Kubis (1913-1942) i Josef Gabcik (1912-1942), tinents de l'exèrcit txecoslovac, mataren Heydrich a Liben, vora Praga. S'amagaren a l'església de Sant Carles Borromeu (Praga), on foren morts a trets pels nazis juntament amb Josef Walcik (1914-1942), també tinent de l'exèrcit, i Adolf Opalko. Com a represàlia, el 7 de juny del 1942 els nazis simplificaren l'administració per tal d'assimilar de manera més ràpida, uns 3.000 jueus foren gasificats, 1.288 presoners executats, i el 10 de juny la vila de Lidice fou esborrada del mapa. Els seus 171 habitants masculins foren afusellats; les 196 dones, dutes al camp de concentració de Ravensbrück, on 53 moriren, i els 90 nens foren repartits entre els orfenats del Tercer Reich. El 20 de juny van fer el mateix al poblet de Ležaky.

## Resistència i alliberament
Els successors de Heydrich, Kaltebrunner i Kurt Daluege (1897-1946), van mobilitzar uns 70.000 txecs per treballar com a esclaus en el Reich, mentre que els jueus que restaven eren internats als camps de Theresienstadt/Terežin i Auschwitz. L'agost del 1943 fou substituït per Wilhelm Frick, però la resistència anava avençant.
L'11 de setembre del 1943 Beneš i Stalin signaven un tractat d'assistència mútua i cooperació, la qual cosa suposava per al país posar-se sota l'òrbita soviètica (socialització dels mitjans de producció, eliminació de les forces potencialment hostils a l'URSS i lloc preeminent del Partit Comunista Txecoslovac al govern). Alhora, els partisans txecs s'entrenaven a Ucraïna i participaren en la batalla de Sokolovo. Així, el 1944 els soldats soviètics penetraren als Carpats, i el 8 d'abril el general Ludvík Sbovoda arribava a Rutènia, on el nadal del 1944 s'havia constituït el Comité Nacional Txec. El 5 de maig del 1945 el professor Prazak i el general Kutlvasr, en nom del Comité Nacional Txec, dirigiren l'alçament contra els nazis a Praga. El 14 de maig Moravec i Henlein se suïcidaren, i Hacha, Gadja i Krejcí foren capturats.